# Finanskris
Finanskris är en hastig minskning av det nominella värdet på tillgångarna i ett område och flera konkurser bland områdets banker och andra företag. Till en finanskris hör ofta ett föregående börsras till följd av spekulation eller att en "bubbla" spricker, och de leder till en finansiell kris med arbetslöshet, fattigdom och sociala missförhållanden. Ofta inbegriper en finanskris en bankkris, men det kan också ta sig uttryck i en valutakris.
Större finanskriser har skett i USA 1930–1933 (stora depressionen), Mexiko 1994–1995 (Tequilakrisen) samt Östasien 1997–1998 (Asienkrisen). Krisen i Ryssland i augusti 1998 brukar ibland också ses som en finanskris, ibland som en mer omfattande finansiell kollaps, krisen i Brasilien i januari 1999 och i hela Europa och Nordamerika 2008 likaså. Även Grekland drabbades av en allvarlig finansiell kollaps under 2009-2010.

## Kännetecken och orsaker
Finanskriser kan ur ett perspektiv sägas kännetecknas av svårigheten för investerare eller kreditgivare att göra ett urval av kunder samt att identifiera goda investeringar och projekt. Finansmarknaden är nämligen beroende av att aktörerna tar lån, varför en fungerande bank och en fungerande valuta är förutsättningar för att finansmarknaden skall fungera; den samspelar med landets centralbank och utgör en fundamental del av landets ekonomi. Om en risk slår fel, kan det leda till konkurs, varmed amorteringen inte kan betalas, vilket leder till att kreditgivare förlorat det kapital som de lånat ut. Vid oro och under dåliga tider är det framför allt risktagare som är villiga att ta lån och göra investeringar, risktagare som anser att de inte har något att förlora på att ta risker, och dessa risker leder ofta till misslyckanden, eller hastiga förändringar av värdet på tillgångar. Oro innebär dessutom att sedvanliga säkerheter är av ovisst värde och soliditeten är svårbedömd. Oro kan också leda till att panik bryter ut hos flera aktörer samtidigt, vilka säljer sina aktier och fonder, plockar ut sina besparingar, och att ingen aktör är villig att köpa eller föra in pengar. När många gör så samtidigt påverkar det värdet på tillgångarna, som förändras mycket snabbt, och det blir en snabb ökning av efterfrågan på pengar; pengarna "flödar ut". Om det sker storskaligt drabbar konsekvenserna alla delar av det finansiella och ekonomiska systemet, men främst dem som redan har gjort förluster. När ett sådant förlopp av värdeminskningar med tillhörande förluster är kännbara för ett helt land eller flera länder, kallas det finanskris.
Finanskriser uppstår som en ond, nedåtgående spiral som inte kan brytas av finansmarknaden själv. För att lösa en kris krävs ofta politiska åtgärder, i vilka centralbankerna har en framträdande roll. Alla börsras leder inte nödvändigtvis till en finanskris; ibland avvärjs de genom att åtgärder sätts in i ett tidigt skede. På grund av att marknaden är internationaliserad, drabbar finanskriser som regel flera länder.
Det finns fyra saker som kan få finanskriser att uppstå:
1. Att räntan höjs, eftersom det leder till att det huvudsakligen är risktagare som lånar pengar och gör investeringar.
2. Oro på finansmarknaden, vilket gör att aktörer har svårt att göra riskbedömningar. Sådan oro kan uppstå genom att någon förklarar att det är en finanskris, eller förutspår dåliga tider.
3. Värdeminskning eller att tillgångarna är för små i förhållande till utgifterna eller skulderna, vilket framgår av balansräkningar och påverkas av bland annat räntan.
4. Kriser i enskilda banker eller uppenbarade problem i bankväsendet, bland annat eftersom det kan leda till panik.

En betryggande soliditet hos en bank är viktig. År 2016 utförde Westnova Management AB en jämförelse av soliditeten hos Sveriges banker. Detta visade att landets fristående sparbanker har en genomsnittlig soliditet på 15,9  procent, tre gånger högre än storbankernas 5,4 procent. I topp fanns Sparbanken Lidköping med 33,2 procent, Virserums sparbank med 30,9 procent och Högsby sparbank med 29,3 procent.

## Historiska finanskriser
Den första finanskris som historien känner till, åtminstone i Europa, är den så kallade "prisrevolutionen" under 1500- och 1600-talen. Denna föregreps av en prisstegring under slutet av 1400-talet, vilken orsakades av en befolkningsökning, devalvering av penningen, samt den expanderade världshandeln. Eftersom olika valutor stod olika i kurs, började en vild valutaspekulation, vilket ledde till att priserna steg ytterligare. Från Amerika flödade plötsligt guld och silver in på den europeiska valutamarknaden med den europeiska "upptäckten" av den Amerikanska kontinenten, vilket skapade en hastig obalans i penningomloppet, och förvärrade obalansen mellan penning- och varuvärdena. Denna finanskris ledde till omvälvningar i samhällsstrukturerna i hela Europa, och var orsaken till att England utfärdade landets första fattigvårdslag (1601). Thomas Gresham var en av de första som lyckades förklara inflationens principer, vilket skedde i anslutning till prisrevolutionen. Prisrevolutionen orsakade flera regeringskonkurser, bland annat för Spanien, och bidrog till handelskompaniernas framväxt.
Finanskrisen i USA, den så kallade Depressionen, följde efter en boom på aktiemarknaden som till viss del var driven av småsparare som spekulerade med lånat kapital på börsen med aktien som säkerhet. den 3 september 1929 nådde aktiekurserna sin högsta punkt, var efter en instabil period följde med fortsatt spekulation. I oktober 1929 rasade börsen, och sommaren 1930 var aktierna bara värda 10 % av vad de varit innan raset. Detta ledde till osäkerhet på finansmarknaden, sämre lånemöjligheter, samt dåliga och riskfyllda investeringar. Med tiden stagnerade ekonomin. Detta fick till följd att priserna sjönk med 25 %, varmed krisen blev svårlöst, eftersom detta ledde till spekulation i stället för sunda investeringar. I samma veva som företagen gick i konkurs ökade arbetslösheten. Krisen löstes slutligen genom politiska ingripanden i ekonomin. USA hade före denna finanskris upplevt kriser vart 20:e år sedan 1819.
Kriser i Mexiko och Östasien åskådliggör ett problem med att få utvecklingsländer på fötter. Före kriserna hade de båda områdena utmålats som stora tillväxtländer i vilka goda investeringar kunde göras. Detta ledde till att några utländska seriösa investerare kom till områdena, men också till att risktagare sökte sig dit. För att skydda den egna valutan höjde den mexikanska centralbanken sin ränta, vilket ledde till ett vilt spekulerande på valutamarknadena. I båda områdena kollapsade valutorna. I båda områdena skedde en kollaps på aktiemarknaden, vilket följdes av osäkerhet på marknaden och svår inflation. Även i dessa fall var det genom politiska ingripanden som krisen vände, och dessutom gick Internationella valutafonden in.

### Bankkriser sedan 1970-talet
Under 1980-talet uppstod bankkriser i flera delar av världen. Detta föregicks av att finansmarknaden förändrades från och med 1960-talet, med en försämrad vinst i traditionella affärer. Under mitten av 1980-talet ökade konkurrensen för bankerna, med ett ökat risktagande. Världsekonomin drabbades av inflation vilket ledde till att räntorna höjdes. Flera länder avreglerade då sina bankväsenden. Det blev lättare att ta lån, vilket ökade risktagandet. Under slutet av 80-talet skedde en kraftig prissänkning, varför bankerna inte fick tillbaka sina utlånade pengar - se vidare finanskrisen i Sverige 1990–1994. För att rädda bankerna var regeringarna tvungna att gå i borgen. I Sverige kostade det 4 % av BNP (1991–1994), Norge 8 % (1987–1993), USA 3 % (1984–1991) och i Finland 11 % (1991–1994). De länder vars bankväsenden relativt sett kostat mest att rädda är Argentina 1980–1982, som uppgick till 55 % av BNP, och Indonesien med anledning av bankkrisen i Östasien 1997. Israels banksystem kollapsade 1983 till följd av att bankerna lånat ut pengar till sina ägare som köpte aktier i bankerna samtidigt som de genomförde stora återköp. När allmänheten kom att frukta devalvering, sålde de bankaktier och köpte dollar. Bankerna fick köpas av staten.
Före 1970-talet var bankkriser ovanliga, men efter dess har nästan hela världen drabbats. I Centralamerika (Nordamerika), Sydamerika, Östeuropa, Skandinaviska halvön, och större delen av Centralasien och Östasien har det varit systematiska kriser. Danmark, Portugal, Saudiarabien, Oman, Qatar, Kuwait, Bahrain, Guyana, Surinam, och Franska Guyana är länder som lyckades hålla sig utanför krisen.
I det forna Östblocket var övergången från kommunistisk planekonomi till marknadsekonomi problematisk för bankerna med flera betydande bankkriser.